# Conglophragmium
Conglophragmium es un género de foraminífero bentónico de la familia Lituotubidae, de la superfamilia Lituotuboidea, del suborden Lituolina y del orden Lituolida. Su especie tipo es Trochammina conglobata. Su rango cronoestratigráfico abarca el Holoceno.

## Discusión
Clasificaciones previas incluían Conglophragmium en el suborden Textulariina del orden Textulariida, o en el orden Lituolida sin diferenciar el suborden Lituolina.

## Clasificación
Conglophragmium incluye a las siguientes especies:
- Conglophragmium conglobata
- Conglophragmium coronatum
- Conglophragmium corpulentus
- Conglophragmium deformis
- Conglophragmium irregularis
- Conglophragmium multilobus
- Conglophragmium valvulineriaformis